# GAMURS
GAMURS Group（ガムールスグループ）は、eスポーツメディア兼エンターテインメント分野の出版社。2014年に設立されたこの企業は、『ドットeスポーツ』、『We Got This Covered』、『メアリー・スー』、『プリマ・ゲームス』、『ジ・エスケイピスト』など、e スポーツとニュースを扱う複数のウェブサイトを運営している。GAMURSはオーストラリアのシドニーに本部を置き、テキサス州オースティンに事務所を構えている。